# Довгалевский, Валериан Савельевич
Валериа́н Саве́льевич (Изра́иль За́йвелевич) Довгале́вский (11 (23) сентября 1885, Лысянка, Киевская губерния — 14 июля 1934, Париж) — участник революционного движения, советский государственный деятель, дипломат, нарком почт и телеграфов РСФСР.
Член РСДРП с 1908 года, Французской социалистической партии с 1915 года.

## Биография
В революционном движении участвовал с 1904 года. В 1906 году арестован и осуждён на вечное поселение, весной 1908 года бежал за границу.
- В 1908—1910 годах — секретарь большевистской группы в Льеже (Бельгия).
- В 1911—1914 годах — секретарь большевистской группы в Тулузе (Франция).
- В 1913 году — окончил Электротехнический институт в Тулузе.

В июле 1917 года возвратился в Россию и в 1918 году вступил в Красную армию.
- В 1919—1920 годах — в наркомате путей сообщения РСФСР.
- В 1920 году — член Комиссии Совета Труда и Обороны РСФСР по восстановлению дорог Сибири и Урала.
- В 1920 году — инспектор связи и комиссар окружного инженерного управления в Киеве.
- В 1921—1923 годах — народный комиссар почт и телеграфа РСФСР.
- В 1923—1924 годах — заместитель наркома почт и телеграфов СССР.
- С 7 октября 1924 по 5 февраля 1927 года — полпред СССР в Швеции.
- С 5 марта по 21 октября 1927 года — полпред СССР в Японии.
- С 21 октября 1927 по 14 июля 1934 года — полпред СССР во Франции.

В октябре 1929 года подписал в Лондоне протокол о восстановлении советско-английских дипломатических отношений, разорванных в мае 1927 года. В ноябре 1932 года подписал советско-французский пакт о ненападении. С 1933 года принимал участие в работе конференции по разоружению в Женеве.
Умер 14 июля 1934 года в одной из клиник под Парижем от рака кишечника. Соболезнования в связи с его смертью высказали президент Альбер Лебрен и министр иностранных дел Луи Барту. Кремирован в крематории Пер-Лашез. Урна с прахом доставлена на самолёте в Москву и замурована в Кремлёвской стене.